# Interstate 66
L'Interstate 66 (I-66) è un'autostrada statunitense della Interstate Highway che si estende per 122,76 chilometri e collega Middletown con Washington.